# Division I 1974-1975
La Division I 1974-1975 è stata la 72ª edizione della massima serie del campionato belga di calcio disputata tra il settembre 1974 e il maggio 1975 e conclusa con la vittoria del RWD Molenbeek, al suo primo titolo.
Capocannoniere del torneo fu Alfred Riedl (Anversa), con 28 reti.

## Formula
Il numero di squadre partecipanti passò da 16 a 20 e disputarono un turno di andata e ritorno per un totale di 38 partite.
Le ultime 3 classificate retrocedettero in Division 2.
Le società ammesse alle coppe europee furono quattro: la squadra campione si qualificò alla Coppa dei Campioni 1975-1976, seconda e terza e classificata alla Coppa UEFA 1975-1976 e la vincitrice della coppa nazionale alla Coppa delle Coppe 1975-1976.

## Classifica finale
|    | Classifica            | G  | V  | N  | P  | GF | GS | Dif | Pt |
| -- | --------------------- | -- | -- | -- | -- | -- | -- | --- | -- |
| 1  | RWD Molenbeek         | 38 | 25 | 11 | 2  | 92 | 39 | 53  | 61 |
| 2  | Anversa               | 38 | 22 | 8  | 8  | 75 | 29 | 46  | 52 |
| 3  | Anderlecht            | 38 | 19 | 14 | 5  | 72 | 26 | 46  | 52 |
| 4  | Club Bruges           | 38 | 19 | 11 | 8  | 79 | 34 | 45  | 49 |
| 5  | K. Beerschot VAV      | 38 | 19 | 10 | 9  | 58 | 34 | 24  | 48 |
| 6  | Standard Liegi        | 38 | 18 | 8  | 12 | 59 | 42 | 17  | 44 |
| 7  | K. Lierse SV          | 38 | 18 | 6  | 14 | 52 | 52 | 0   | 42 |
| 8  | KSC Lokeren           | 38 | 15 | 12 | 11 | 51 | 48 | 3   | 42 |
| 9  | KSV Waregem           | 38 | 13 | 13 | 12 | 48 | 42 | 6   | 39 |
| 10 | KSV Cercle Brugge     | 38 | 12 | 13 | 13 | 37 | 43 | -6  | 37 |
| 11 | RFC Liégeois          | 38 | 14 | 7  | 17 | 48 | 53 | -5  | 35 |
| 12 | KSK Beveren           | 38 | 11 | 12 | 15 | 29 | 42 | -13 | 34 |
| 13 | Beringen              | 38 | 11 | 11 | 16 | 46 | 56 | -10 | 33 |
| 14 | R. Charleroi SC       | 38 | 10 | 13 | 15 | 44 | 60 | -16 | 33 |
| 15 | K. Berchem Sport      | 38 | 8  | 16 | 14 | 34 | 47 | -13 | 32 |
| 16 | AS Oostende KM        | 38 | 9  | 12 | 17 | 60 | 81 | -21 | 30 |
| 17 | KV Mechelen           | 38 | 9  | 10 | 19 | 25 | 47 | -22 | 28 |
| 18 | KFC Diest             | 38 | 8  | 7  | 23 | 32 | 70 | -38 | 23 |
| 19 | Olympic de Montignies | 38 | 6  | 11 | 21 | 30 | 87 | -57 | 23 |
| 20 | KFC Winterslag        | 38 | 5  | 13 | 20 | 30 | 69 | -39 | 23 |

### Verdetti
- RWD Molenbeek campione del Belgio 1974-75.
- KFC Diest, R. OC de Montignies-sur-Sambre e KFC Winterslag retrocesse in Division II.